# Shericka Williams
Shericka Williams (née le 17 septembre 1985) est une athlète jamaïquaine spécialiste du 400 m. Elle est 5 fois vice-championne du monde : 4 fois sur le relais 4 x 400 m (2015 / 2007 / 2009 / 2011) et 1 fois sur le 400 m (2009)

## Carrière
Elle a remporté une médaille d'argent aux jeux olympiques de 2008 sur 400 m et trois médailles d'argent aux championnats du monde : deux avec le relais 4 × 400 m en 2005 et 2007 et une en individuel en 2009.
En 2011, Shericka Williams remporte la médaille d'argent du relais 4 × 400 m des Championnats du monde de Daegu en compagnie de ses compatriotes Rosemarie Whyte, Novlene Williams-Mills et Davita Prendergast. L'équipe jamaïcaine, qui s'incline face aux États-Unis, établit un nouveau record national de la discipline en 3 min 18 s 71.
En 2012, elle remporte la médaille de bronze des Jeux olympiques de Londres avec le relais 4 x 400 m.
À la suite du scandale de dopage concernant la Russie, 454 échantillons des Jeux olympiques de Pékin en 2008 ont été retestés en 2016 et 31 se sont avérés positifs dont Anastasiya Kapachinskaya et Tatyana Firova, médaillées d'argent du relais 4 x 400 m. Par conséquent, Williams et ses coéquipières pourraient se voir attribuer la médaille d'argent de ces Jeux si l'échantillon B (qui sera analysé en juin) se révèle également positif.

## Palmarès
| Date | Compétition               | Lieu          | Résultat | Epreuve   |
| ---- | ------------------------- | ------------- | -------- | --------- |
| 2005 | Championnats du monde     | Helsinki      | 2e       | 4 × 400 m |
| 2006 | Jeux du Commonwealth      | Melbourne     | 5e       | 400 m     |
| 2006 | Jeux du Commonwealth      | Melbourne     | 4e       | 4 × 400 m |
| 2006 | Finale mondiale           | Stuttgart     | 3e       | 400 m     |
| 2007 | Championnats du monde     | Osaka         | 2e       | 4 × 400 m |
| 2007 | Finale mondiale           | Stuttgart     | 6e       | 400 m     |
| 2008 | Jeux olympiques           | Pékin         | 2e       | 400 m     |
| 2008 | Jeux olympiques           | Pékin         | 2e       | 4 × 400 m |
| 2008 | Finale mondiale           | Stuttgart     | 5e       | 400 m     |
| 2009 | Championnats du monde     | Berlin        | 2e       | 400 m     |
| 2009 | Championnats du monde     | Berlin        | 2e       | 4 × 400 m |
| 2009 | Finale mondiale           | Thessalonique | 5e       | 200 m     |
| 2009 | Finale mondiale           | Thessalonique | 3e       | 400 m     |
| 2010 | Coupe continentale        | Split         | 4e       | 400 m     |
| 2010 | Coupe continentale        | Split         | 1re      | 4 × 400 m |
| 2011 | Championnats du monde     | Daegu         | 5e       | 400 m     |
| 2011 | Championnats du monde     | Daegu         | 2e       | 4 × 400 m |
| 2012 | Jeux olympiques           | Londres       | 2e       | 4 × 400 m |
| 2014 | Jeux du Commonwealth      | Glasgow       | 1re      | 4 x 400 m |
| 2015 | Relais mondiaux de l'IAAF | Nassau        | 2e       | 4 × 200 m |

## Records
| Épreuve | Performance | Lieu   | Date         |
| ------- | ----------- | ------ | ------------ |
| 400 m   | 49 s 32     | Berlin | 18 août 2009 |